# Nycticeius
Nycticeius (Rafinesque, 1819) è un genere di pipistrelli della famiglia dei Vespertilionidi.

## Descrizione

### Dimensioni
Al genere Nycticeius appartengono pipistrelli di piccole dimensioni, con lunghezza della testa e del corpo tra 45 e 65 mm, la lunghezza dell'avambraccio tra 34 e 38 mm, la lunghezza della coda tra 36 e 41 mm e un peso fino a 12 g.

### Caratteristiche craniche e dentarie
Il cranio è massiccio, corto, largo e con la scatola cranica allo stesso livello del rostro, il quale è molto corto. Gli incisivi superiori sono semplici, unicuspidati e leggermente separati dai canini. Gli incisivi superiori sono piccoli. I premolari superiori sono privi di cuspidi interne. 
Sono caratterizzati dalla seguente formula dentaria:

### Aspetto
Il colore delle parti dorsali è marrone, mentre le parti ventrali sono più chiare. Sui lati del muso sono presenti due masse ghiandolari. Le orecchie sono di dimensioni normali, separate e con l'estremità arrotondata. Il trago è corto, largo e curvato in avanti. Le membrane sono completamente prive di peli e insolitamente spesse e coriacee. La coda è lunga ed è inclusa interamente nell'uropatagio.

## Distribuzione
Il genere è diffuso in America settentrionale e Cuba.

## Tassonomia
Il genere comprende 2 specie.
- Nycticeius humeralis
- Nycticeius cubanus

Una terza forma, Nycticeius aenobarbus è conosciuta soltanto dall'olotipo catturato prima del 1840 e la cui origine è stata riportata essere in America meridionale dal descrittore, ma che diversi autori ritengono attualmente errata, come di dubbia collocazione è anche la sua posizione tassonomica, in quanto potrebbe essere un individuo di una specie già conosciuta.